# Мактум ибн Бути
Мактум ибн Бути Аль Мактум (араб. مكتوم بن بطي آل مكتوم) или Мактум I (ум. 1852) — основатель и первый правитель эмирата Дубай, основатель династии аль-Мактум.

## История
Шейх Мактум ибн Бути был выходцем из Абу-Даби, из которого выехал в 1833 году во главе 800 представителей рода аль-бу-Фалаш из племени бани Юнус, и поселился в Дубае. Дубай к тому времени (начало XIX столетия) представлял собой небольшой городок на побережье Персидского залива. 9 июня 1833 года Мактум ибн Бути провозглашает создание независимого шейхства Дубай, территория которого ранее входила в Абу-Даби. Известно, что к моменту создания этого нового государства шейх Мактум был ещё очень молод, однако он сумел проявить достаточно политической смелости и ловкости, чтобы отстоять его. В годы его правления были подготовлены договора с Великобританией «О вечном мире на море» (в 1835 и в 1853 годах), а также соглашение о запрете работорговли. Так появилось новое название для территорий южного побережья Персидского залива — Договорный Оман, или Договорный берег (англ. Trucial Coast), ранее именовавшейся Пиратским берегом. При Мактуме ибн Бути Дубай становится протекторатом Великобритании. В годы его правления основным источником доходов шейхства являлась торговля, в первую очередь жемчугом. Мактум ибн Бути также боролся с традиционным в этих местах пиратством, и практически вытеснил его.
Наследником и преемником на троне Дубая после смерти Мактума ибн Бути в 1852 году стал его брат Саид ибн Бути.